# Вулиця Шевченка (Київ, Деснянський район)
Ву́лиця Шевче́нка — вулиця в Деснянському районі міста Києва, селище Троєщина. Пролягає від вулиці Радосинської до вулиці Митрополита Володимира Сабодана.

## Історія
Вулиця виникла у 1-й половині ХХ століття. Сучасна назва — з 1965 року на честь українського поета Тараса Шевченка (1814—1861).